# Hilde Konetzni
Pour les articles homonymes, voir Konetzni.
Hilde Konetzni, née le 21 mars 1905 à Vienne (Autriche) et morte le 20 avril 1980 dans cette même ville, est une soprano d'opéra autrichienne, particulièrement associée à l'œuvre de Wagner et plus particulièrement au rôle de Sieglinde. Elle a joué à l'Opéra d'État de Vienne,.
Elle est la sœur de la soprano Anny Konetzni.

## Biographie
Hilde Konetzni est née le 21 mars 1905 à Vienne. Elle est tout d'abord plus intéressée par la natation où elle excelle que par le chant. Elle étudie au conservatoire de musique de Vienne avec Rudolf Nillius, et à Prague avec Ludmilla Prohaska-Neumann.
Elle fait ses débuts sur scène en 1929 à Chemnitz, dans le rôle de Sieglinde dans La Walkyrie, alors que sa sœur aînée, Anny Konetzni, chante le rôle de Brünnhilde. Elle chante avec l'opéra de Gablonz pour la saison 1931-1932 et à Prague, au Théâtre allemand, de 1932 à 1938. Elle interprète Leonora  dans Il trovatore et Agathe dans Der Freischütz. Elle chante aussi le rôle-titre dans la première en langue allemande de Kát'a Kabanová de Janáček en 1936. En 1936, elle fait ses débuts à l'opéra d'État de Vienne comme Elisabeth dans Tannhäuser et à l'opéra de Paris en tant que Donna Elvira en 1936, puis Sieglinde en 1943 et la Marschallin en 1949. Après avoir fait des navettes entre Prague et Vienne, elle s'installe définitivement à Vienne en 1937.
En 1937, elle chante le rôle-titre dans Euryanthe de Carl Maria von Weber à Amsterdam. Durant les années 1937 et 1938, elle participe à          une tournée aux Etats-Unis avec un groupe de chanteurs, dont Alexander Kipnis. Elle se produit dans 82 concerts tous entièrement consacrés à la musique de Richard Wagner. La  même année 1938, elle apparaît au Festival de Glyndebourne en tant que Donna Elvira, puis à la Royal Opera House à Londres (1938-1939), y retournant en 1947, et à La Scala à Milan en 1950, en tant que Sieglinde avec Furtwängler,.
Son succès international remonte à 1938 quand, lors d'une représentation de Der Rosenkavalier à Londres, à laquelle elle assiste comme spectatrice, on vient lui demander de remplacer au pied levé la chanteuse Lotte Lehmann, soudainement tombée malade.
En 1940, elle épouse Mirko Urbanic. Ils ont une fille.
Elle est fréquemment invitée, presque tous les ans, de 1936 à 1946, au festival de Salzbourg.
Lorsque l'Allemagne annexe l'Autriche en 1938, Hilde Konetzni cède à la propagande nazie et fait partie des artistes qui se prononcent en faveur du plébiscite voulu par Hitler.« La révolution fut un miracle du printemps ; un torrent de jubilation et d'enthousiasme nous emporta tous. Jamais auparavant je n'ai écrit la vérité avec autant de ferveur et de profondeur. Un frère cherche ses frères, et s'il peut aider, il est heureux d'aider. ».
La révolution fut un miracle du printemps ; un torrent de jubilation et d'enthousiasme nous emporta tous. Jamais auparavant je n'ai écrit la vérité avec autant de ferveur et de profondeur. Un frère cherche ses frères, et s'il peut aider, il est heureux d'aider.
Après la Seconde Guerre mondiale, lorsque l'opéra de Vienne est reconstruit et rouvert, Hilde Konetzni fait partie de ses principaux membres. Elle chante Sieglinde et Gutrune pour Wilhelm Furtwängler dans sa célèbre interprétation du Ring à La Scala de Milan en 1950, y retourne en 1951 pour chanter dans le Prince Igor de Borodine, et chante Sieglinde dans le Ring radio de Rome de Furtwängler en 1953.
Sa voix reste excellente à travers les années, ce qui lui permet de continuer à chanter durant les années 1960 bien qu'à un rythme moins soutenu. En 1973, elle donne son spectacle d'adieu en tant que Filipyevna dans Eugene Onegin,,.
Entre autres rôles notables, elle a joué : Agathe, Isolde, Brünnhilde, Elisabeth, Marschalin, Leonora et Chrysothemis. Sa sœur, Anny Konetzni (1902-1968), est aussi une soprano qui est remarquée pour ses rôles dans les opéras de Richard Wagner et Richard Strauss.
Hilde Konetzni décède le 20 avril 1980 à Vienne.

## Distinctions
- En 1955, elle est nommée membre d'honneur de l'Opéra de Vienne[5]

## Filmographie
- 1945 : Viennese Girls